# Люстих (буер)
«Люстих» (от нидерл. lustig — весёлый) — буер Балтийского флота Русского царства, находившийся в составе флота с 1704 по 1716 год, участник Северной войны 1700—1721 годов. Во время своего последнего плавания пропал без вести в Балтийском море.

## Описание корабля
Парусный буер с деревянным корпусом.
Как и большинство вспомогательных судов своего времени буер имел ярко выраженное иностранное происхождение «Люстих» — это транслитерации на русский голландского (нидерл. lustig) и немецкого (нем. lustig) слов, буквально означавших «веселый» или «забавный», название было шуточным и связано с тем, что помимо прочих грузов судно предназначалось для перевозки пороха. Также в литературе встречается вариант написания наименования буера — «Лустих».

## История службы
Буер «Люстих» был заложен на стапеле Сясьской верфи и после спуска на воду в 1704 году вошёл в состав Балтийского флота России. Строительство вёл кораблестроитель Выбе Литкин.
Принимал участие в Северной войне в качестве транспортного судна. В кампании с 1704 по 1710 год использовался для перевозки грузов и провианта в приморские крепости, на верфи и суда эскадры.
В кампанию 1716 года находился в составе эскадры кораблей Балтийского флота в качестве амуницкого судна c грузом пороха на борту и вместе с остальными кораблями совершил плавание в Копенгаген. На обратном пути из Копенгагена в Россию пропал без вести. Капитан-командор П. И. Сиверс 28 октября (8 ноября) 1716 года в письме графу Ф. М. Апраксину сообщал, о том что 22 октября (2 ноября) года все корабли, кроме буера «Люстих», шмака «Ласт-драгер» и одного шкута, вернулись из плаваний и находятся в Ревеле, позднее — 31 октября (11 ноября), о том, что шкут и шмак вернулись в Россию, а о буере так и нет сведений, и уже 8 (19) ноября 1716 года капитан-командор сообщил о том что о «Люстихе» нет никаких сведений в письме Петру I.

## Командиры корабля
Командирами буера «Люстих» в составе российского флота в разное время служили:
- боцман, а затем шкипер Питер Класен[комм. 1] (1704—1714 годы)[2][11].